# Renate Fuhry
 (juin 2025).
Renate Fuhry (née Renate Müller le 11 octobre 1938 à Witten) est une céramiste allemande travaillant en Autriche depuis 1960.

## Biographie
Renate Fuhry grandit à Bochum avec ses trois frères aînés, auprès de sa mère, Mathilde Müller (née Husemann, 1906–1989). Son père, Heinrich Müller (né en 1905), décède en 1943. Par sa mère, Fuhry est issue d'une famille suédoise.
Après avoir suivi la formation à la Folkwang Universität, Fuhry réussit, à l'âge de 16 ans, à l'automne 1954, l'examen d'entrée en peinture et graphisme à la Werkkunstschule de Krefeld. Elle interrompit cependant le cursus de trois ans peu avant de le terminer. Elle commence alors un apprentissage de céramiste qu'elle termine en 1959. À cette époque, son travail est influencé par la céramique scandinave. Peu de temps après avoir terminé son apprentissage, Fuhry épouse le spécialiste du théâtre Dieter Schrage et prend son nom de famille. À l'automne 1960, Fuhry participe pour la première fois à l'exposition Jeunes céramiques allemandes à la Chambre des Métiers de Haute-Bavière à Munich et, en raison du souhait de Schrage de poursuivre ses études à l'université de Vienne, elle déménage avec lui à Vienne alors qu'elle est enceinte. En décembre de la même année, elle donne naissance à leur fils Götz.
Dès le début de l'année 1961, Fuhry conserve un atelier à Vienne, initialement installé dans une pièce de son appartement au sous-sol, au 12e étage. Grâce à la production et à la vente de ses céramiques, principalement par l'intermédiaire des Ateliers autrichiens, elle put subvenir aux besoins de sa famille. Sa rencontre avec l'orfèvre Elisabeth Defner, qui dirige le petit département des arts des Ateliers autrichiens, permet à Fuhry de se rapprocher du monde de l'artisanat viennois. En 1964, elle exposa ses céramiques au Musée des Arts appliqués de Vienne, avec des œuvres d'orfèvrerie de Defner et d'Herfried Kodré, après que Wilhelm Mrazek, alors responsable de la collection de verre, de porcelaine et de céramique, eut pris connaissance du travail de Fuhry. À partir de 1965, Fuhry travaille dans son propre atelier de céramique dans le premier arrondissement de Vienne et expose régulièrement. Ses œuvres des années 1960 se composent principalement de récipients utilitaires et de faïences aux tons bruns et bleu foncé. En 1969, Fuhry rencontre l'artiste Kiki Kogelnik, avec qui elle noue une amitié durable et qui la soutiendra plus tard dans l'utilisation de la céramique, un médium nouveau pour Kogelnik. Fuhry, quant à elle, s'inspire du parcours artistique international de Kogelnik pour son travail.
Après son divorce avec Schrage, Fuhry épouse au début des années 1970 le designer Karl M. Fuhry (1929-1993), dont elle adopte à son tour le nom de famille. À partir du semestre d'hiver 1973/74, elle occupe un poste d'enseignante en conception sculpturale à l'Institut d'éducation artistique (plus tard : Institut d'enseignement artistique) de l'Académie des beaux-arts de Vienne. Les années 1970 furent également marquées par les premiers voyages de Fuhry aux États-Unis et par des commandes d'installations céramiques in situ (parfois en collaboration avec son mari). En 1976, elle reçoit le Prix de promotion de l'art de l'ancienne Caisse d'épargne centrale de la ville de Vienne, qui comprend une commande pour une fresque murale dans les bureaux de la banque. Au cours des années 1970, Fuhry élargit son vocabulaire de formes et en particulier le spectre de couleurs des émaux. Elle est également influencée par son engagement avec la céramique de la Wiener Werkstätte, en particulier celles des années 1920 de Vally Wieselthier et Susi Singer. Ces changements culminent dans ses céramiques roses en 1979-1980, qui reflétaient l'esthétique des années 1980, et inaugurent une nouvelle liberté dans son langage artistique de forme et de couleur.
Au début des années 1980, il se sépare de Fuhry et divorce plus tard. La nouvelle décennie lui apporte de nouvelles commandes publiques et privées à New York et à Vienne, comme une fresque réalisée en 1981 par la chaîne de magasins de chaussures Humanic, ainsi que plusieurs expositions, notamment en Autriche. En 1984-1985, elle séjourne longuement à New York et à Hambourg, et à la fin des années 1980, elle effectue un long voyage au Mexique dans le cadre d'un congé sabbatique de son poste d'enseignante à l'Académie des Beaux-Arts de Vienne. Fuhry passe la majeure partie des années 1990 à rénover sa maison près de Gars am Kamp, où elle disposait également d'un atelier spacieux dans lequel elle réalise pour la première fois des œuvres plus grandes. À la fin des années 2000, Fuhry revient définitivement à Vienne.
Fuhry considère son travail comme explicitement engagé dans l'art appliqué et décrit la forme du vase comme son « thème de vie artistique ». Dans ses derniers travaux des années 2010, elle crée principalement des séries de bols, dans lesquels Fuhry s'intéresse à la peinture sur glaçure. Elle met fin à son poste d'enseignante à l'Académie des Beaux-Arts de Vienne en 2015 après plus de 40 ans. Fuhry vit toujours à Vienne.

## Travaux

### Expositions notables
- 1960 : Chambre des métiers de Haute-Bavière, Die Werkform, Munich (exposition collective)
- 1962 : Exposition internationale de céramique contemporaine, Prague (exposition collective, diplôme honorifique de poterie)
- 1964 : Musée des Arts appliqués, Vienne (exposition collective)
- 1969 : Galerie des Catacombes, Feldkirch (exposition collective)
- 1980 : Céramique autrichienne 1900-1980, Musée des Arts appliqués, Vienne (exposition collective)
- 1980 : Renate Fuhry. Pink Ceramics, Galerie Squire, Vienne (exposition personnelle)
- 1983 : Fabrik Prodomo, Vienne (exposition personnelle, conception d'affiche avec Lo Breier )
- 1985–1987 : Exposition itinérante « Céramique contemporaine en Autriche » (exposition collective) : Veste Coburg ; Hetjens Museum, Düsseldorf ; Galerie Puls, Bruxelles ; Sakıp Sabancı Museum, Istanbul ; Kunstindustrimuseet (aujourd'hui : Designmuseum Denmark ), Copenhague
- 1986 : Galerie d'art – Atelier de céramique. Galerie autrichienne de céramique, Vienne (exposition en duo avec Kiki Kogelnik)
- 1987 : Musée des Arts appliqués, Vienne (exposition collective)
- 1991 : Kunsthaus Horn, Horn (exposition personnelle)
- 2025 : Focus on Collecting 12. Renate Fuhry. Musée des Arts appliqués, Vienne (exposition personnelle)

### Œuvres dans des collections accessibles au public
- Musée des arts appliqués (MAK), Vienne, Autriche
- Musée européen du verre moderne, Rosenau, Allemagne
- Le musée d'art Waldviertel, Schrems, Autriche

### Galerie

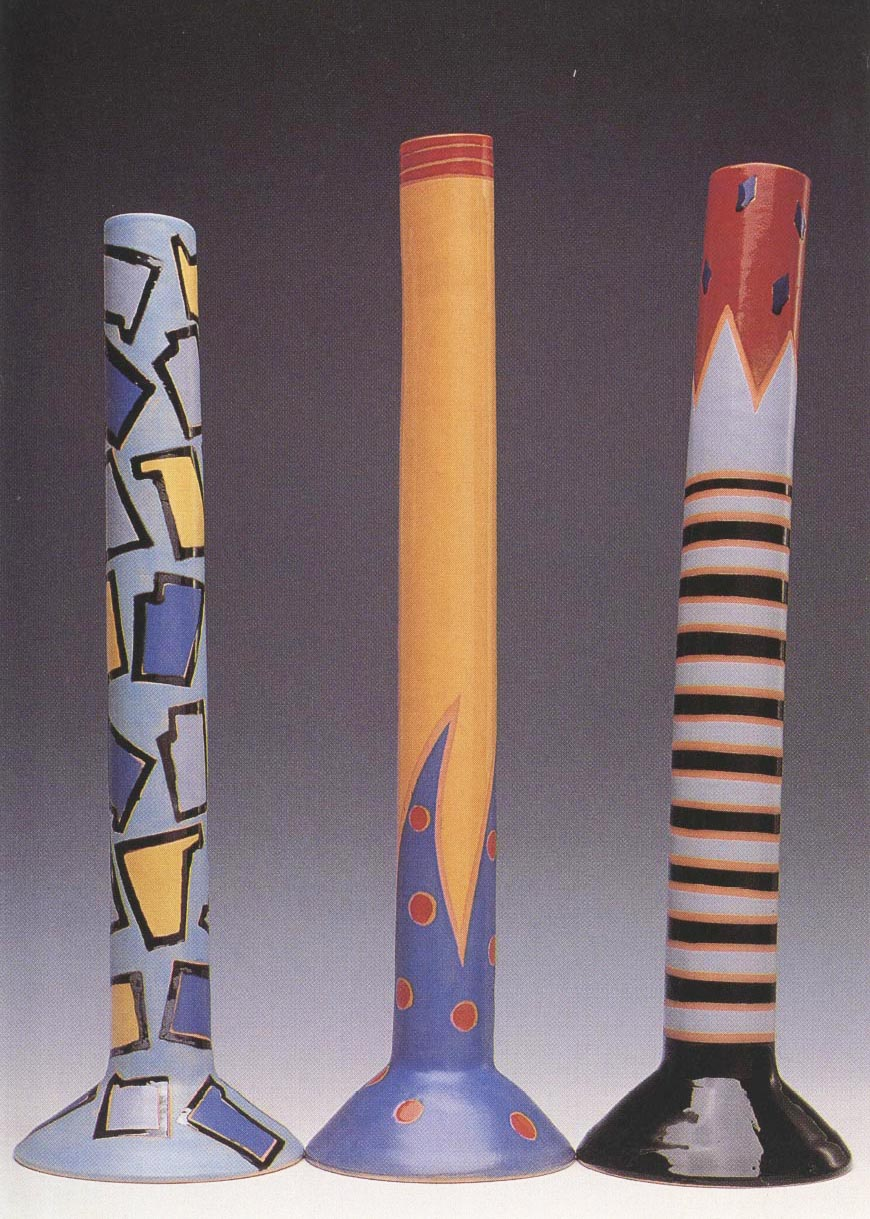
Vases, céramique émaillée, 1986
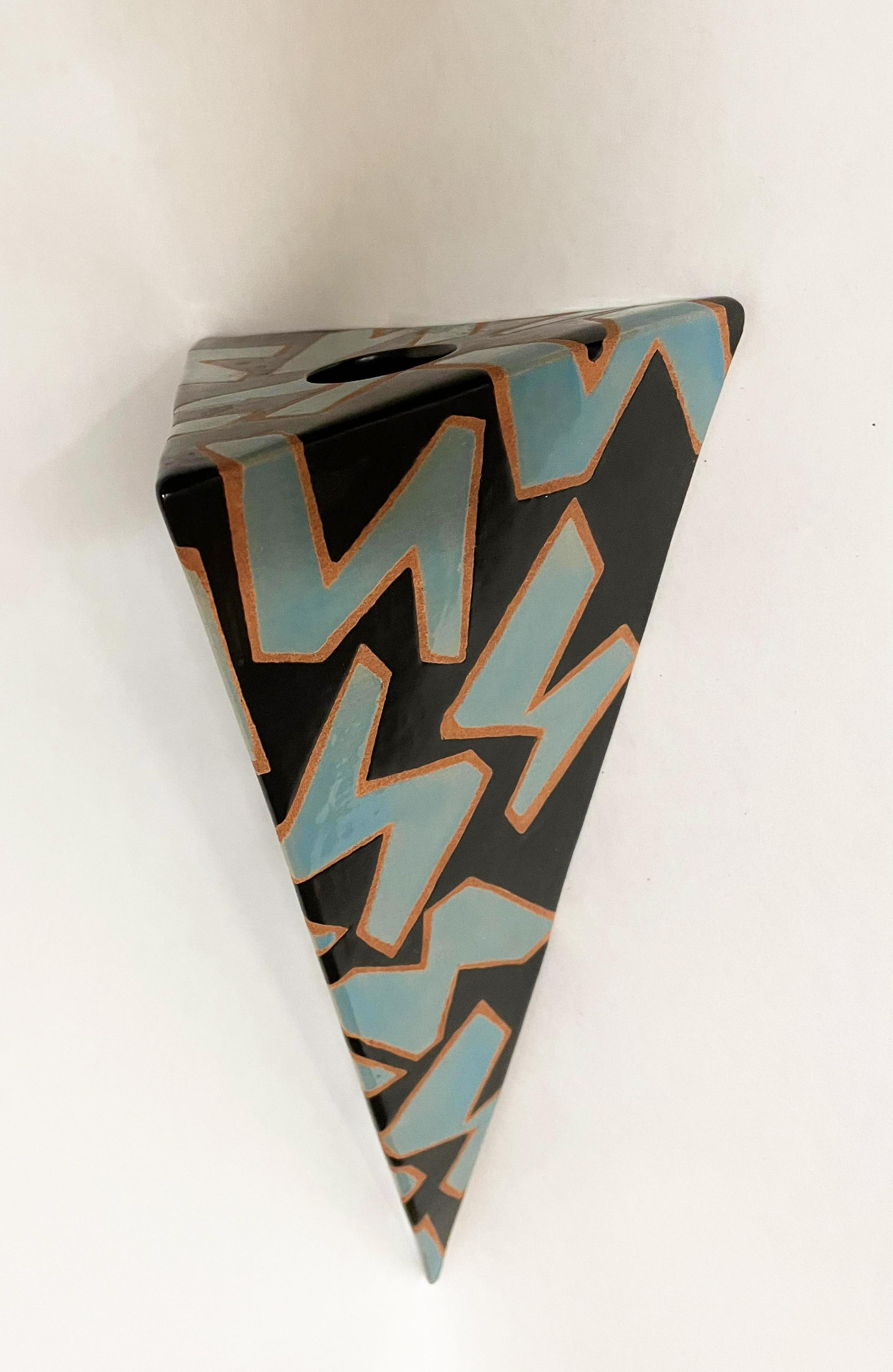
Vase mural, céramique émaillée, 1986
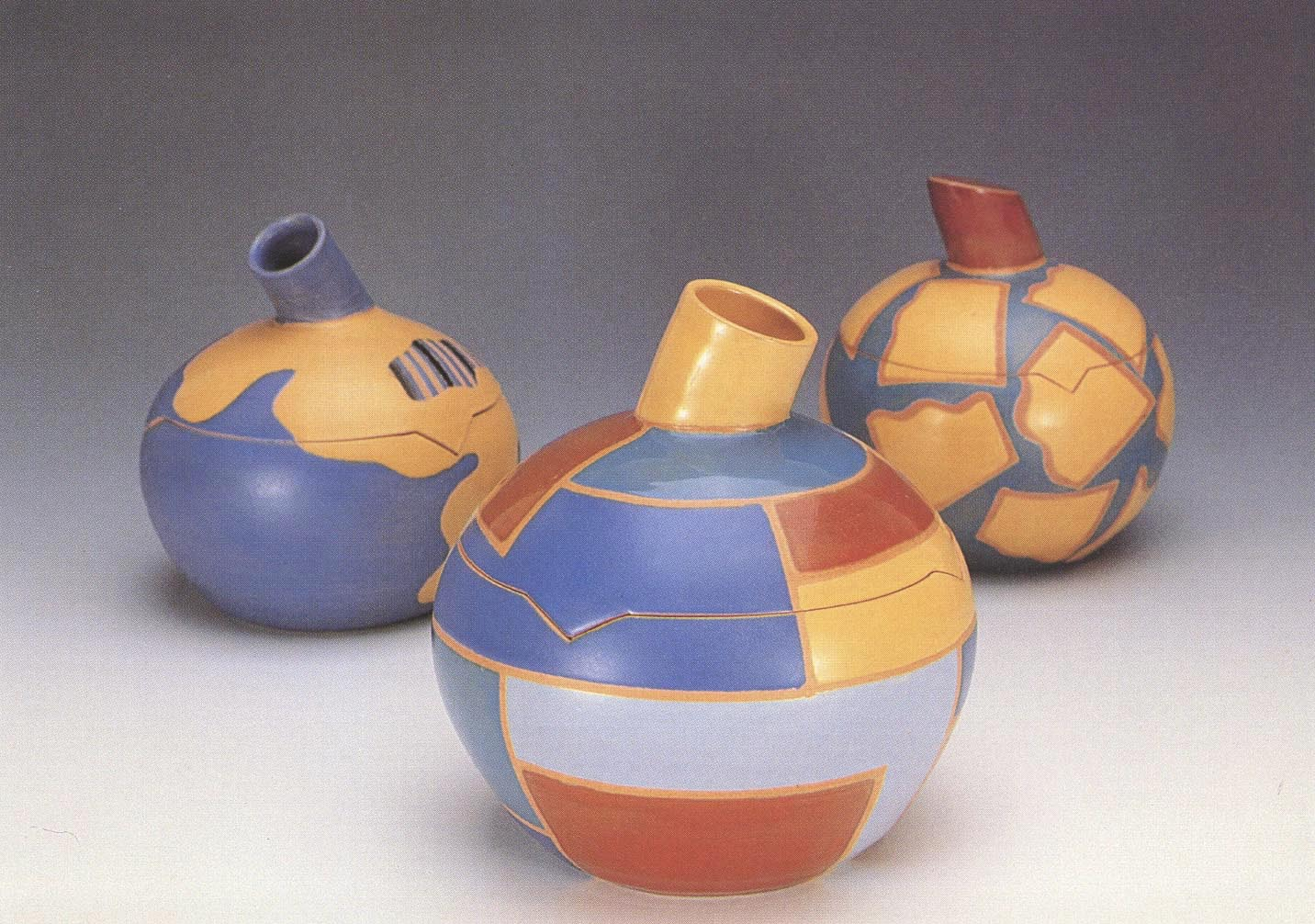
Boîtes de conserve, céramique émaillée, 1986
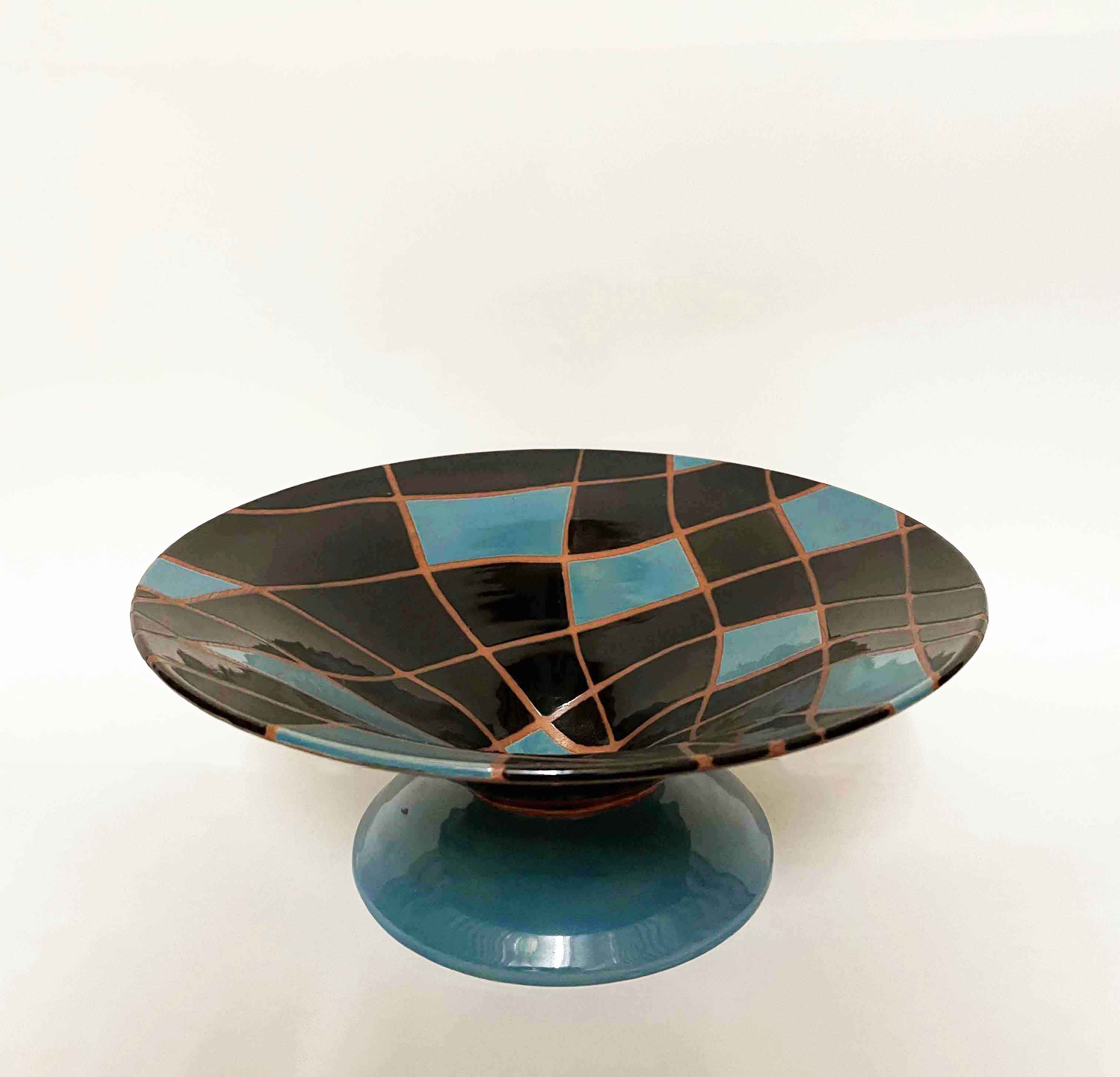
Assiette de comptoir, céramique émaillée, 1986
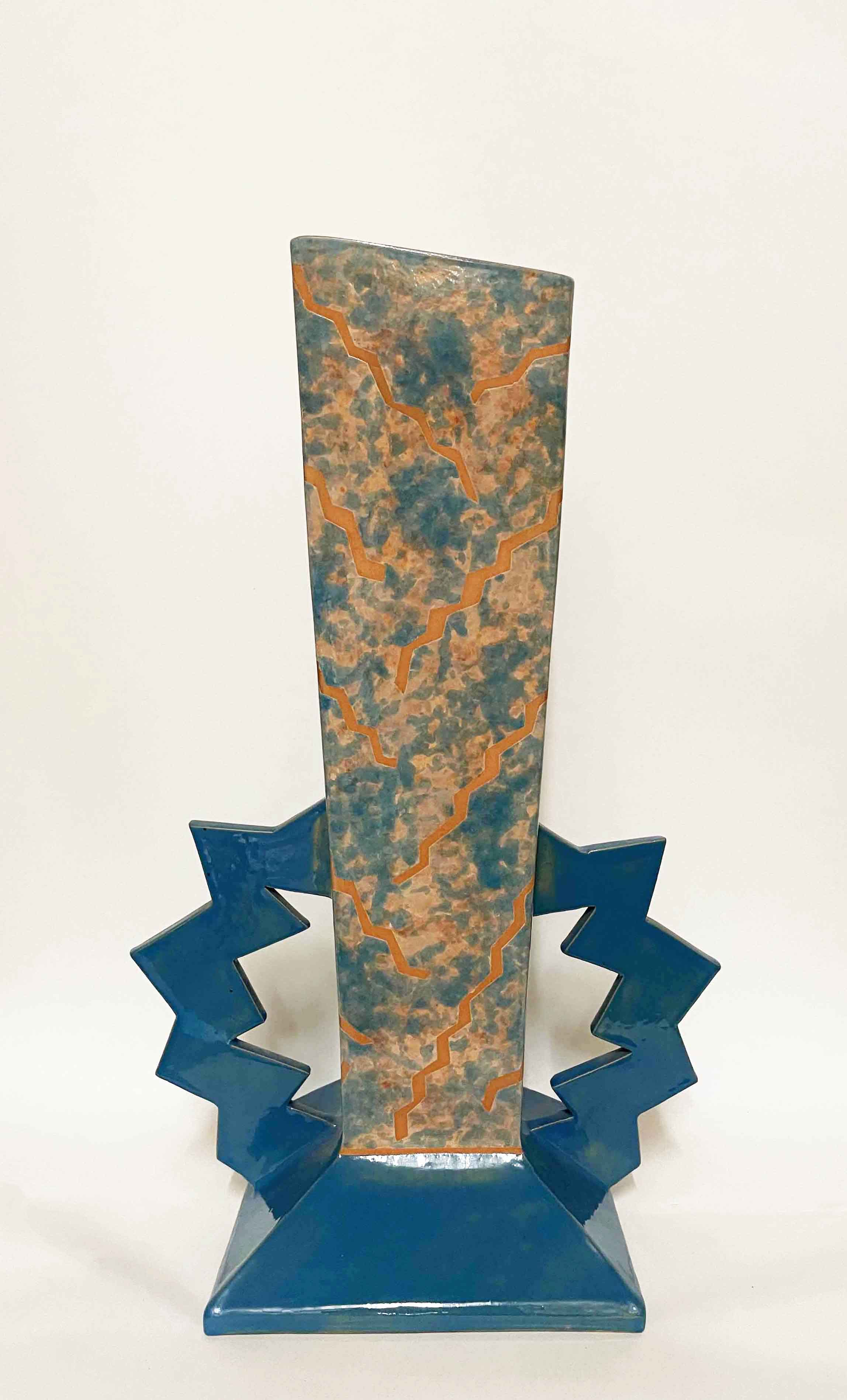
Vase, céramique émaillée, 1988
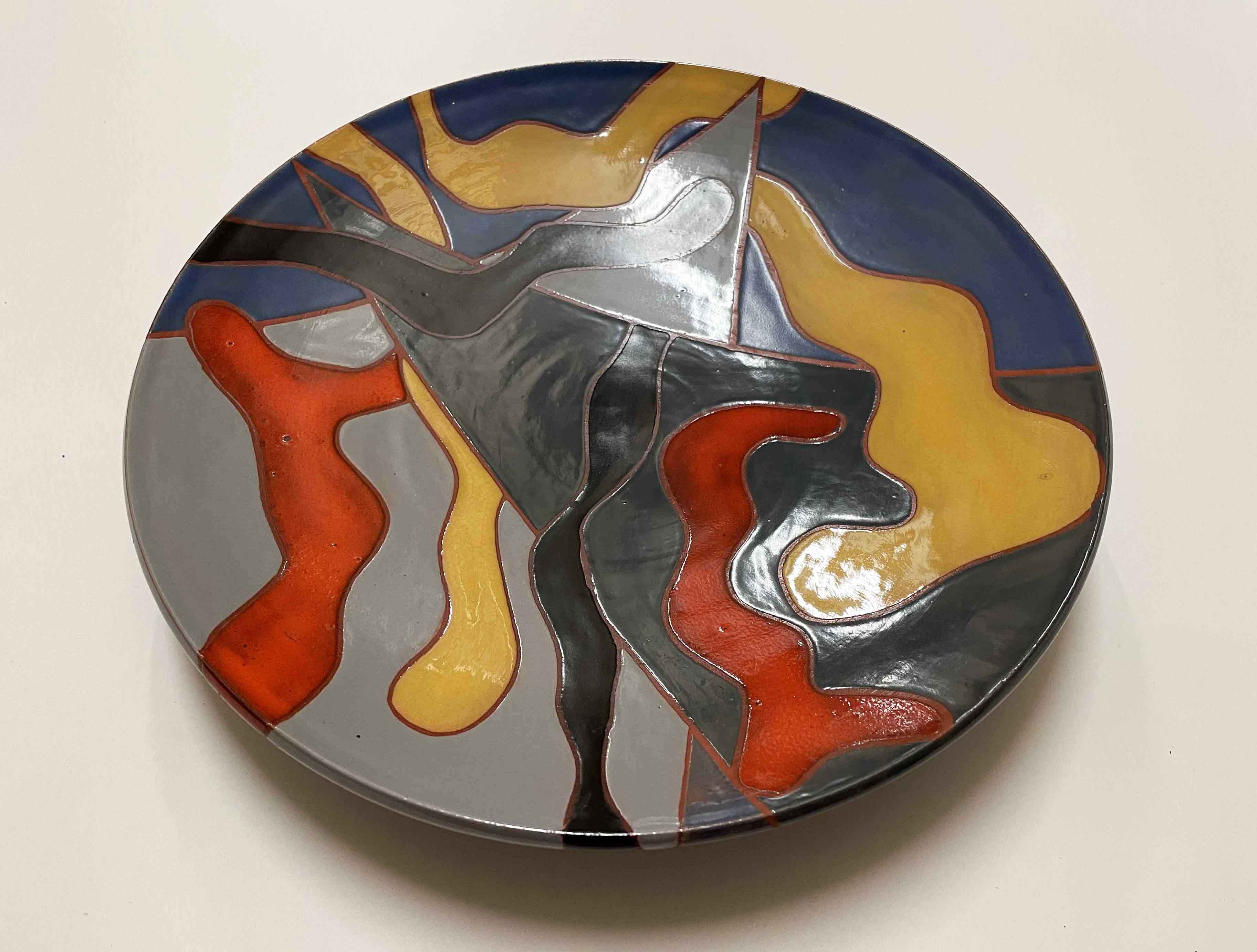
Assiette, céramique émaillée, 1992
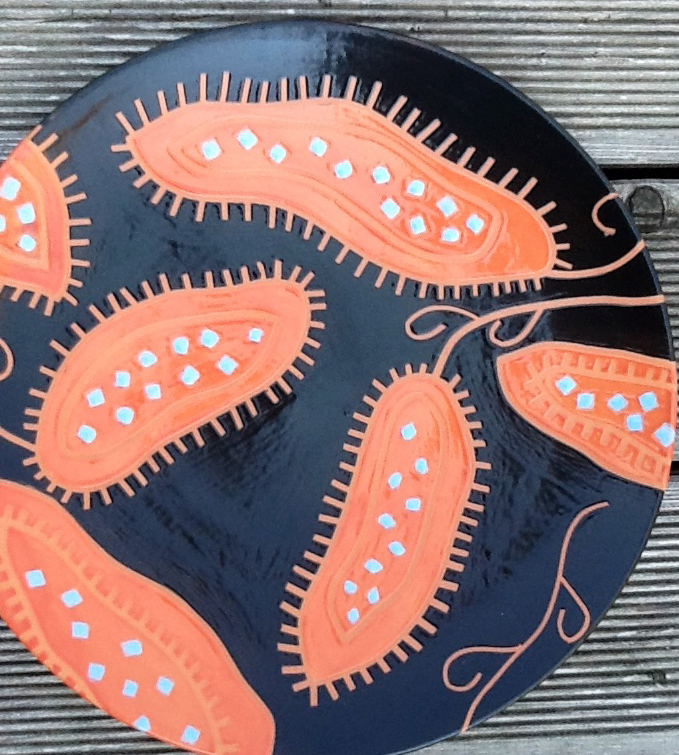
Assiette, céramique, émaillé, 2014
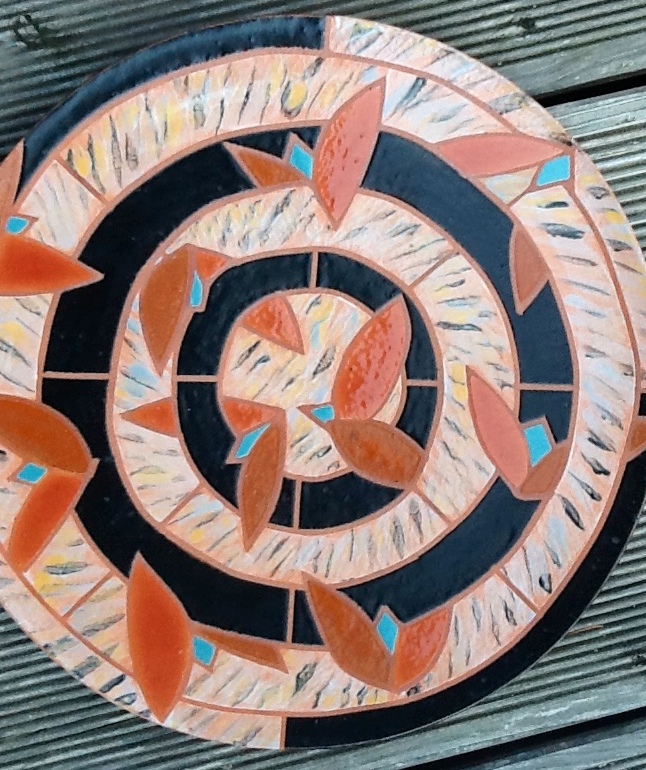
Assiette, céramique, émaillé, 2016
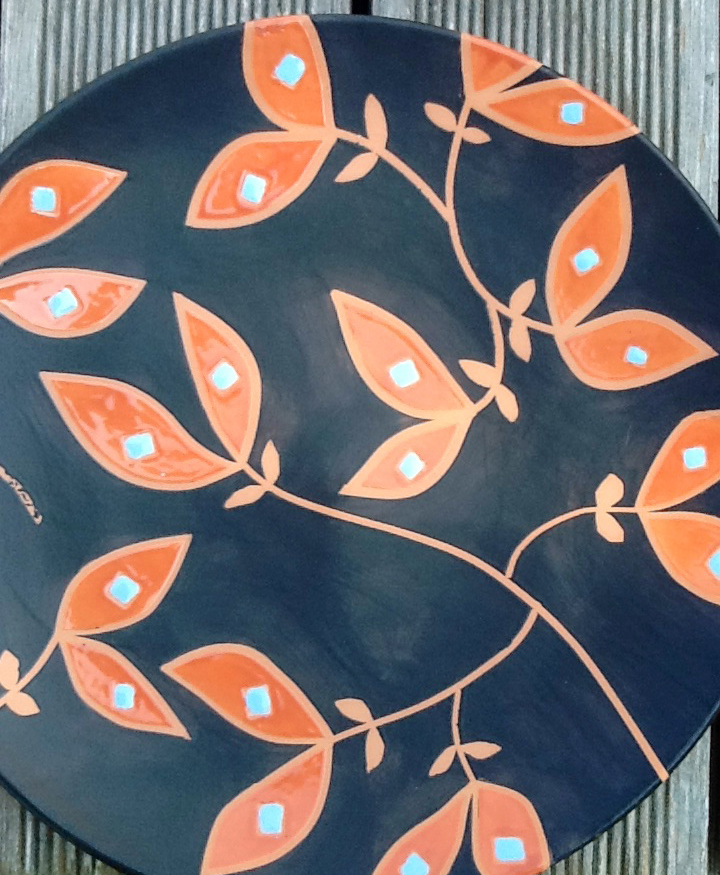
Assiette, céramique, émaillé, 2014
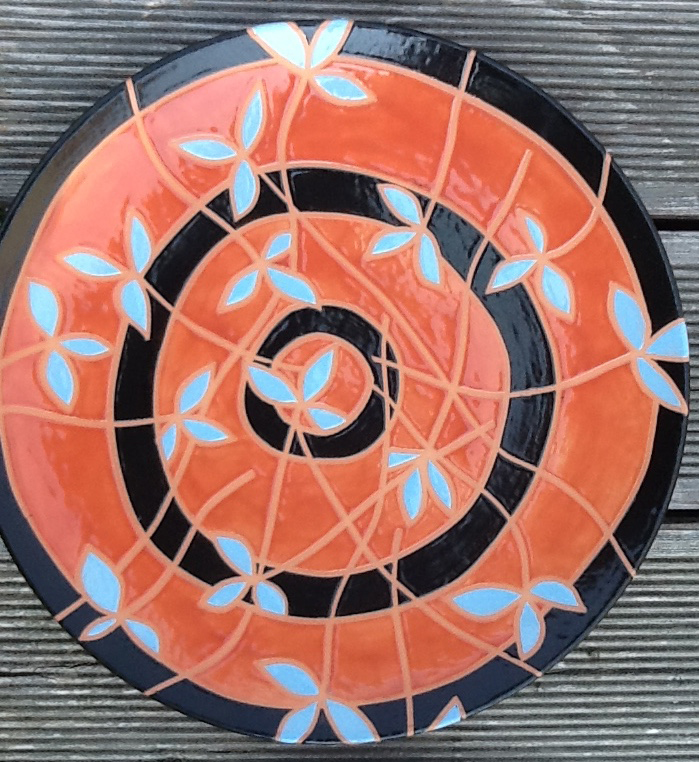
Assiette, céramique, émaillé, 2016
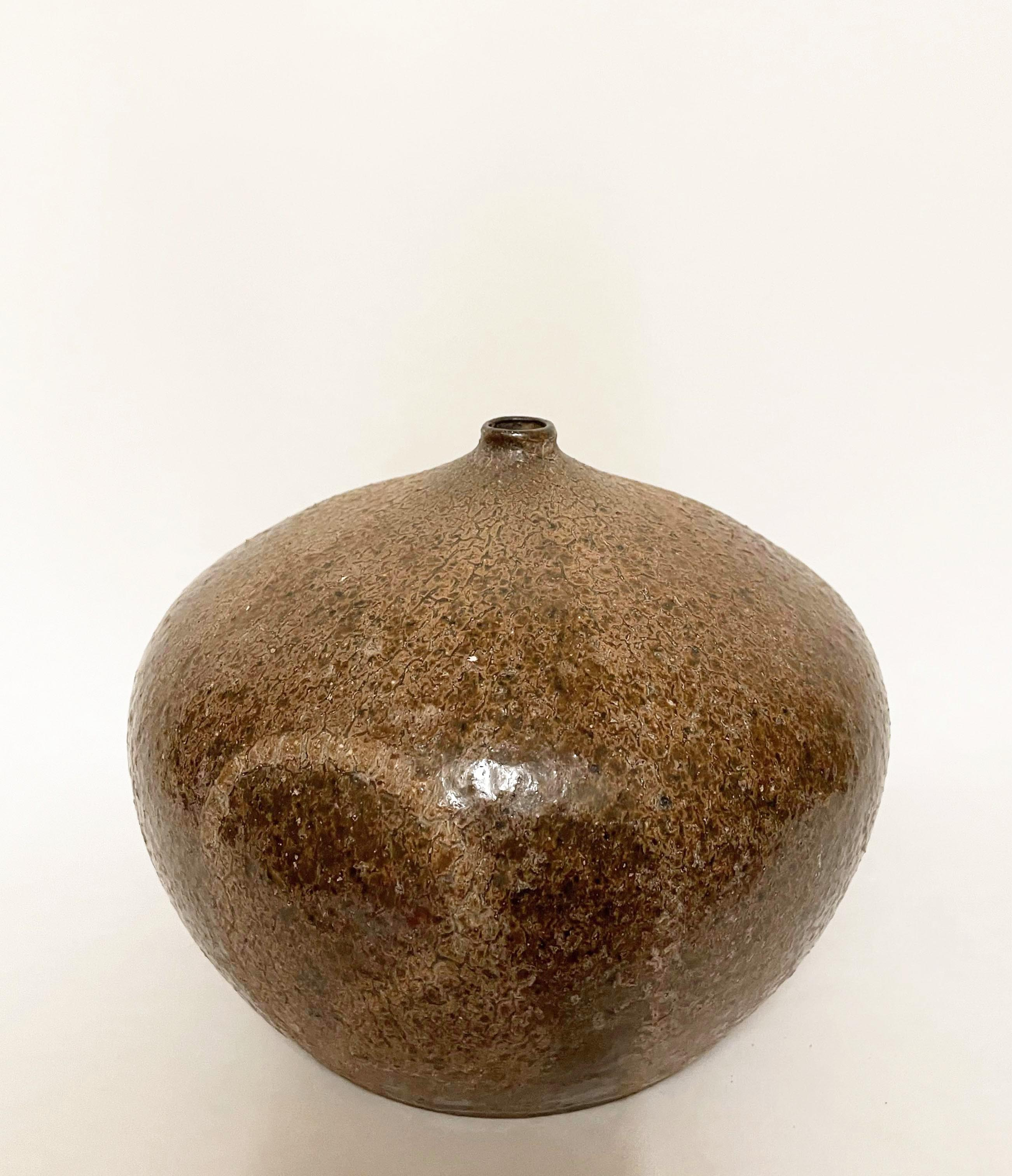
Vase sphérique, grès émaillé, 1963
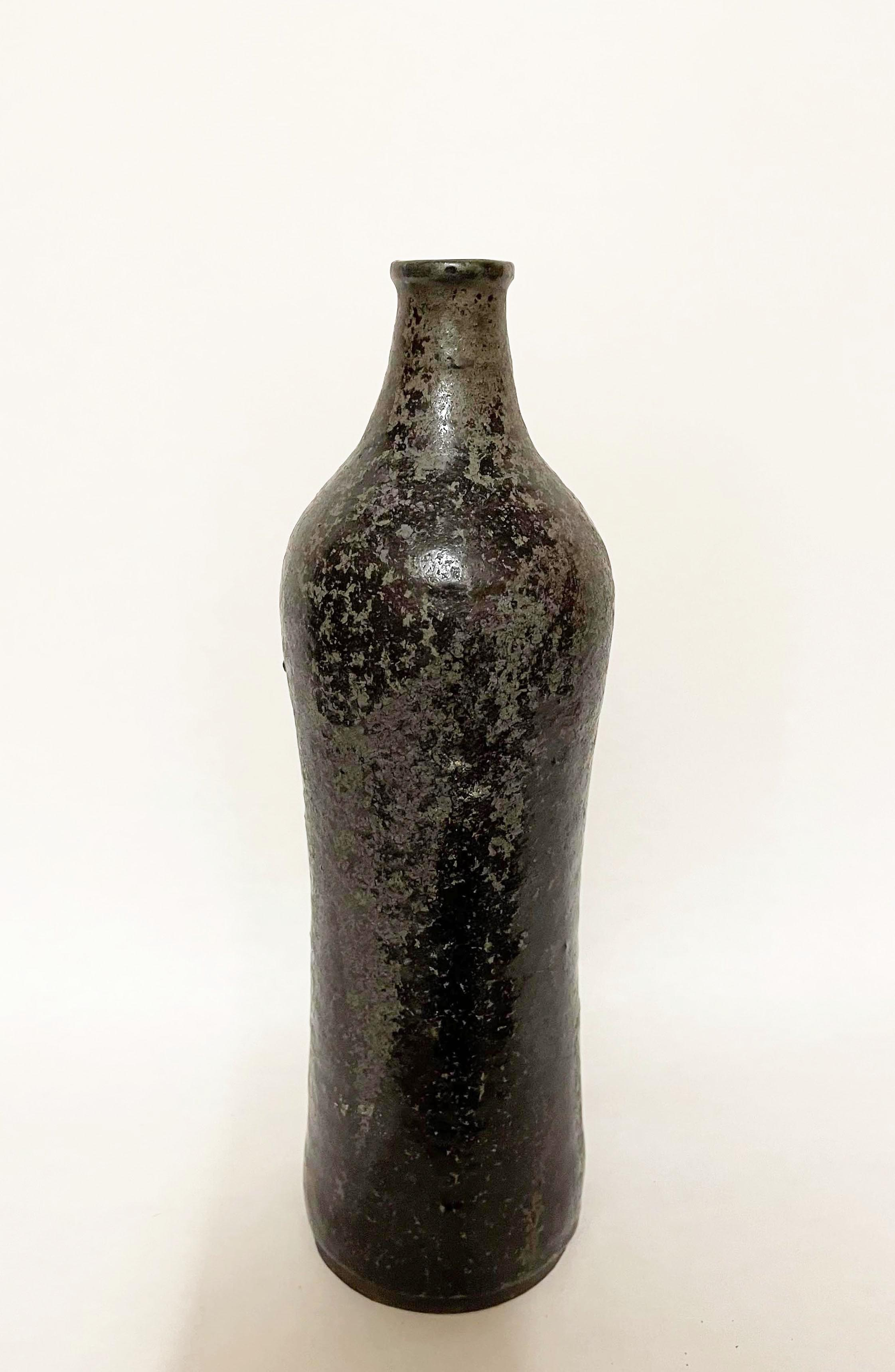
Vase, grès émaillé, vers 1963
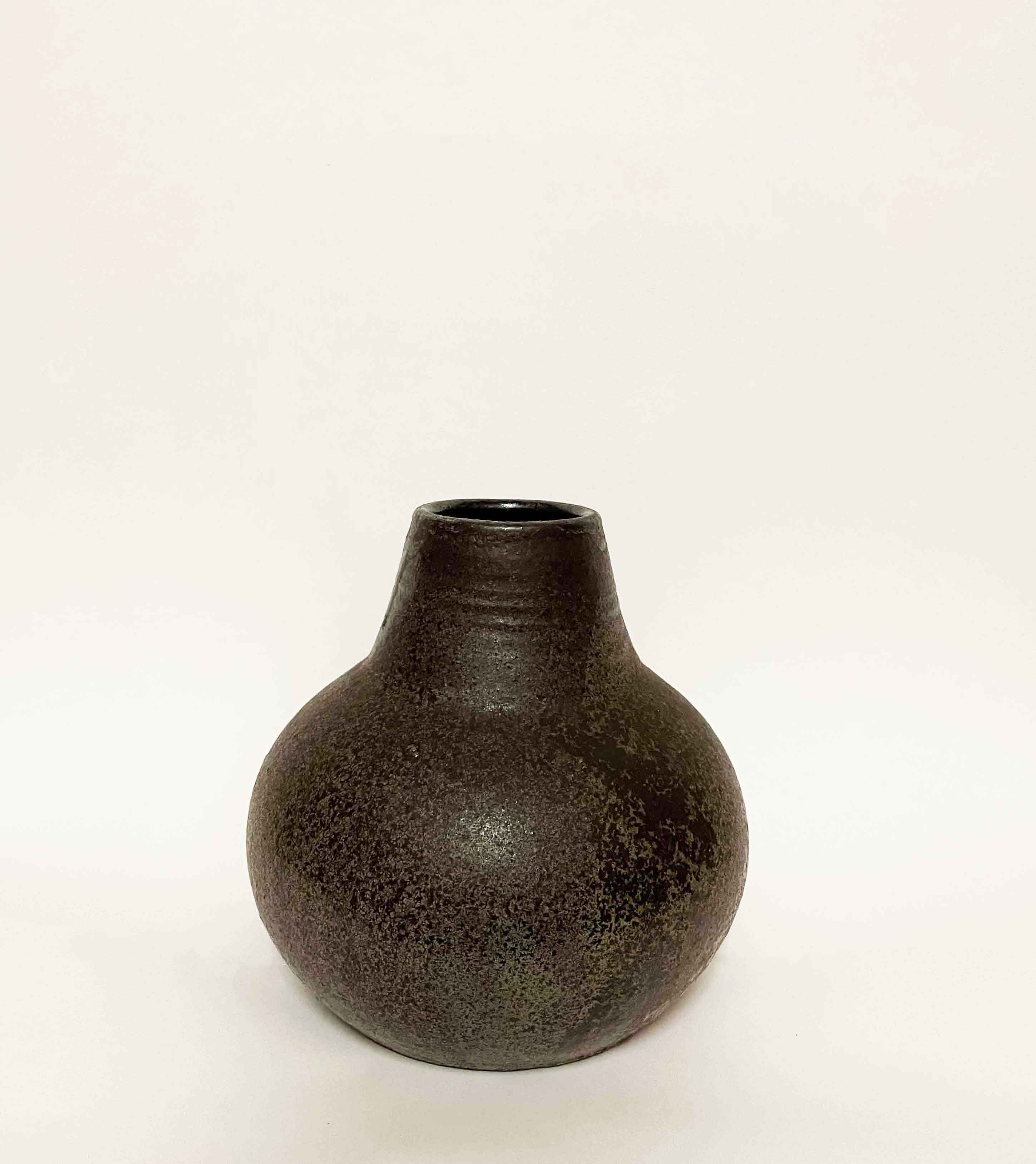
Vase, grès émaillé, vers 1963
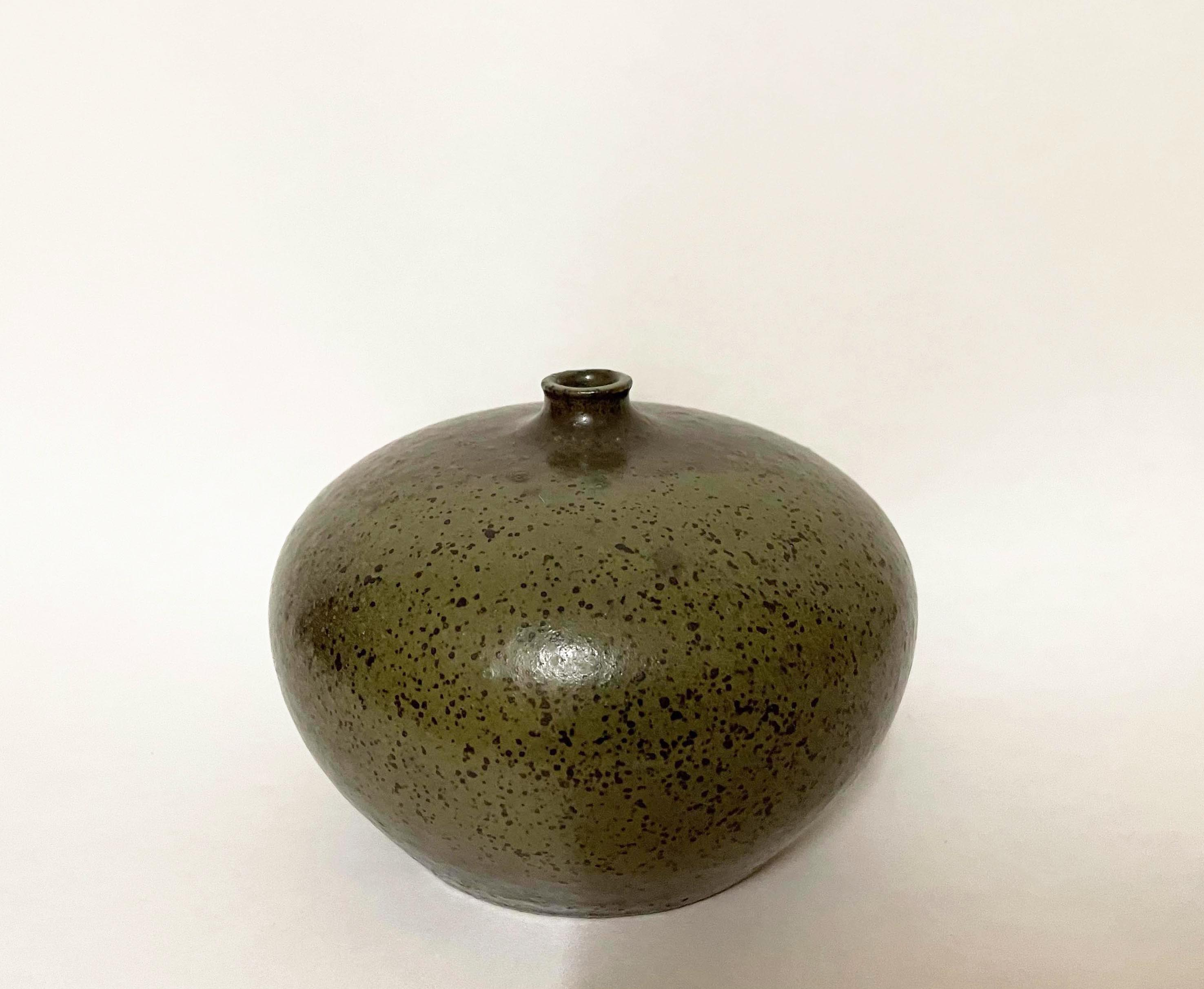
Vase sphérique, grès émaillé, 1964
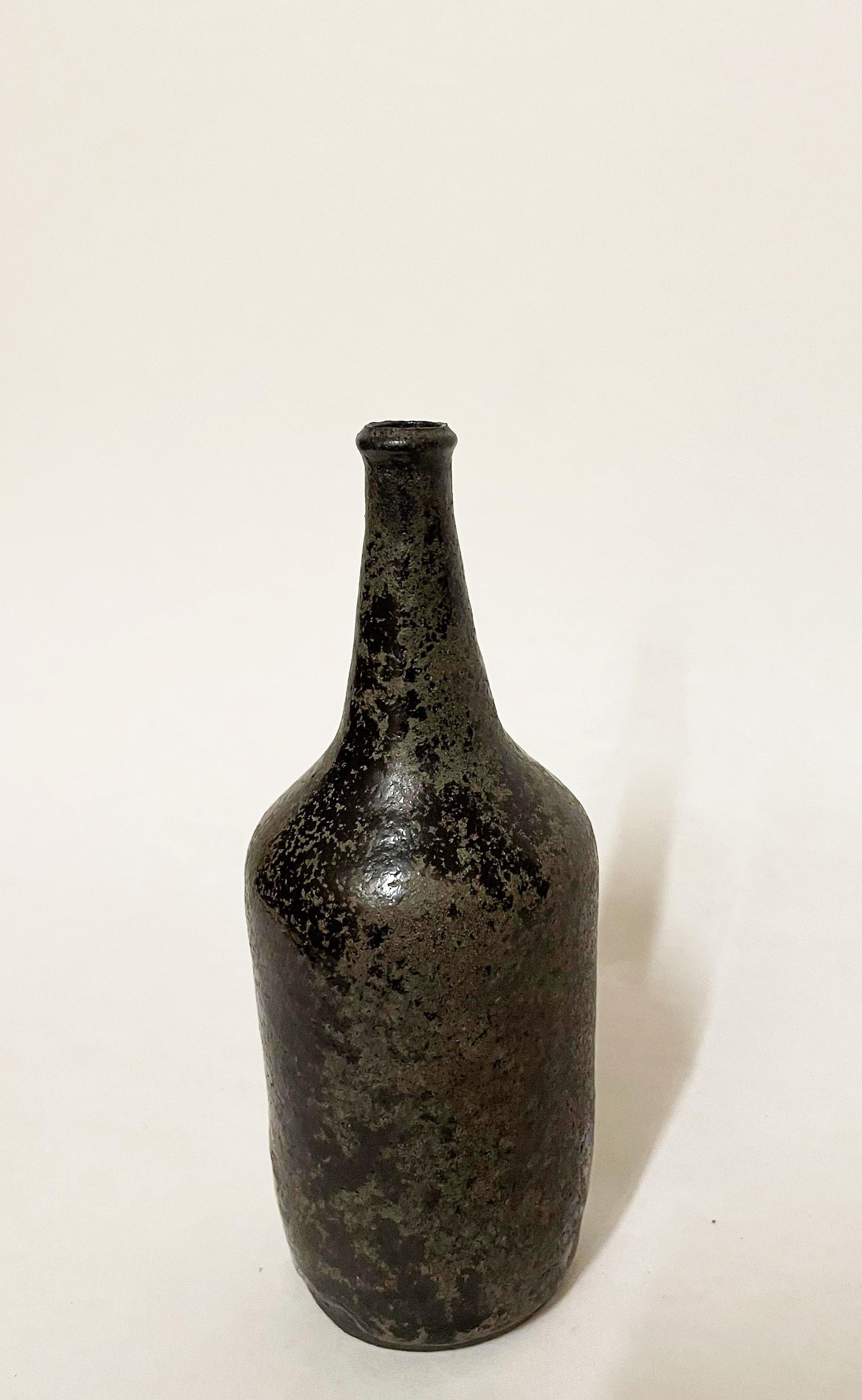
Vase, grès émaillé, 1963
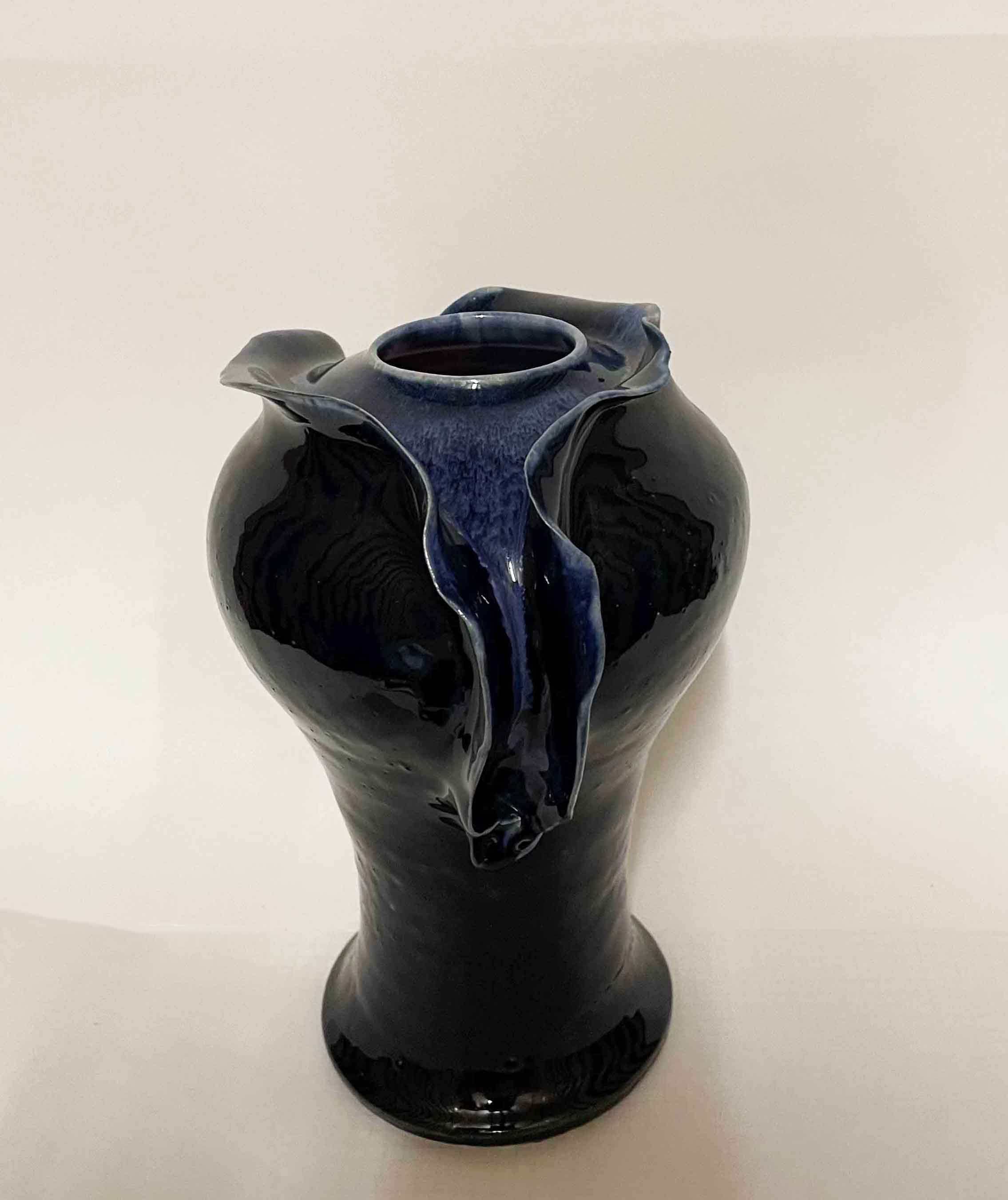
Vase avec assemblage plastique, céramique émaillée, 1975
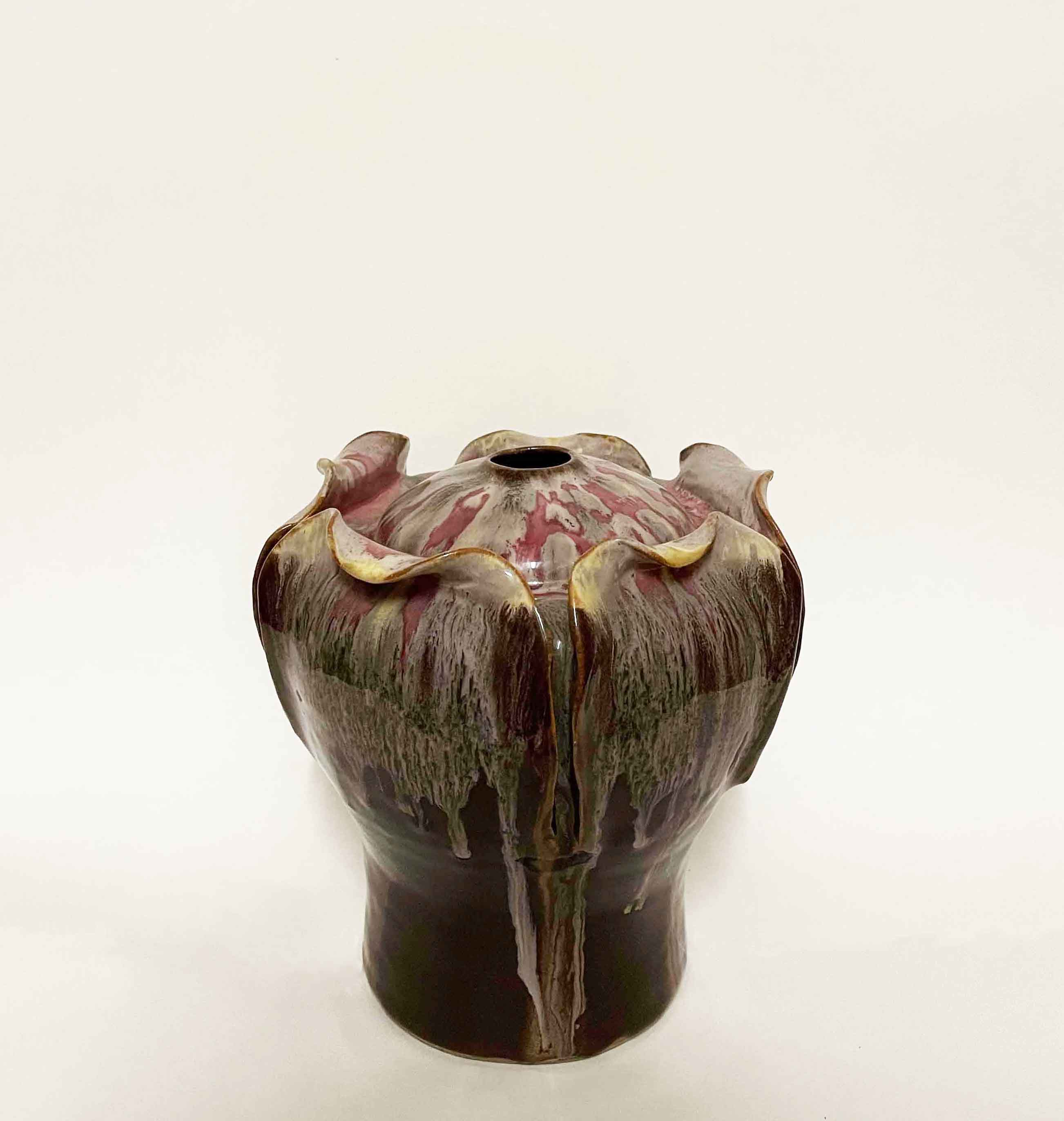
Vase, céramique émaillée, 1975
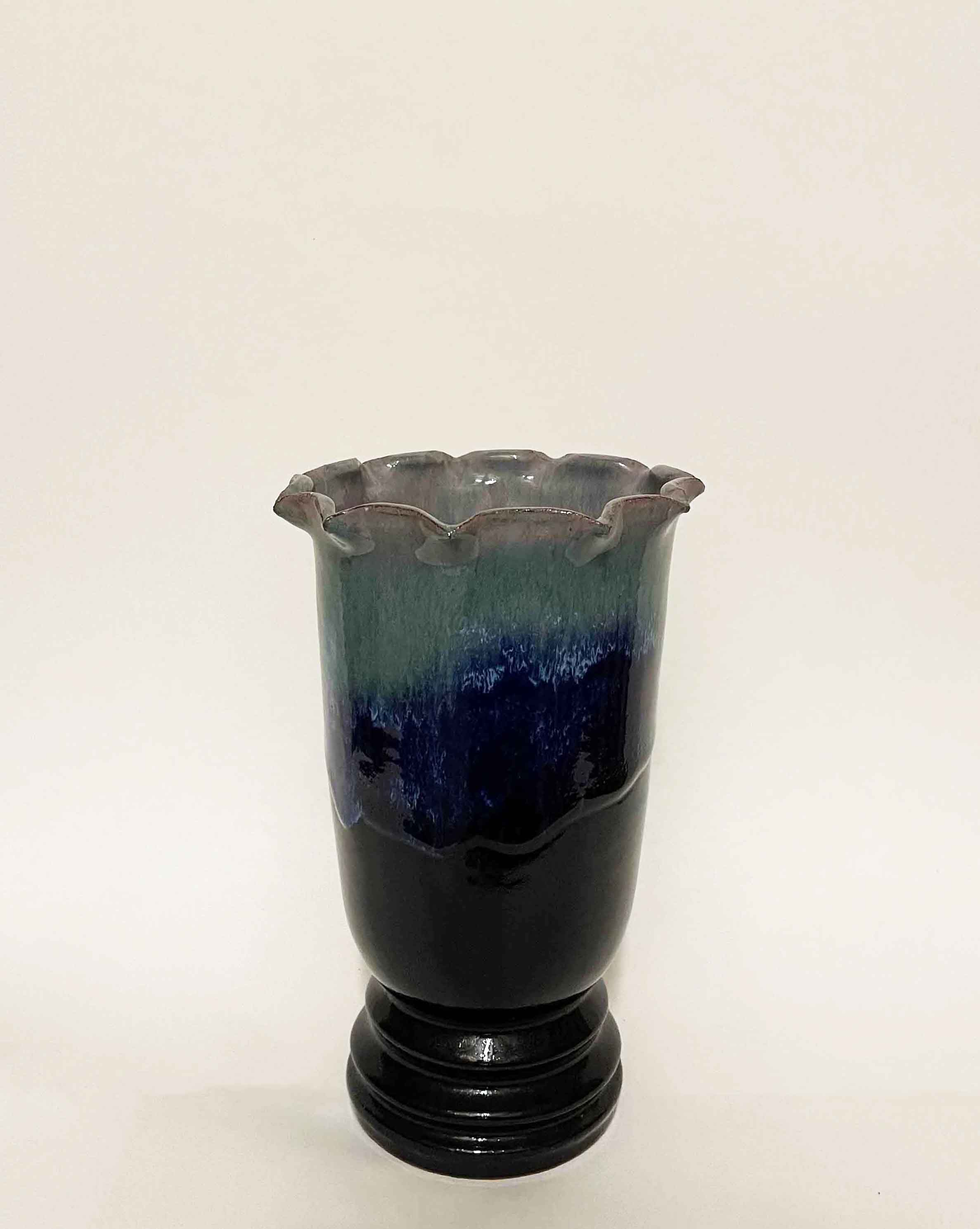
Vase, céramique émaillée, 1977
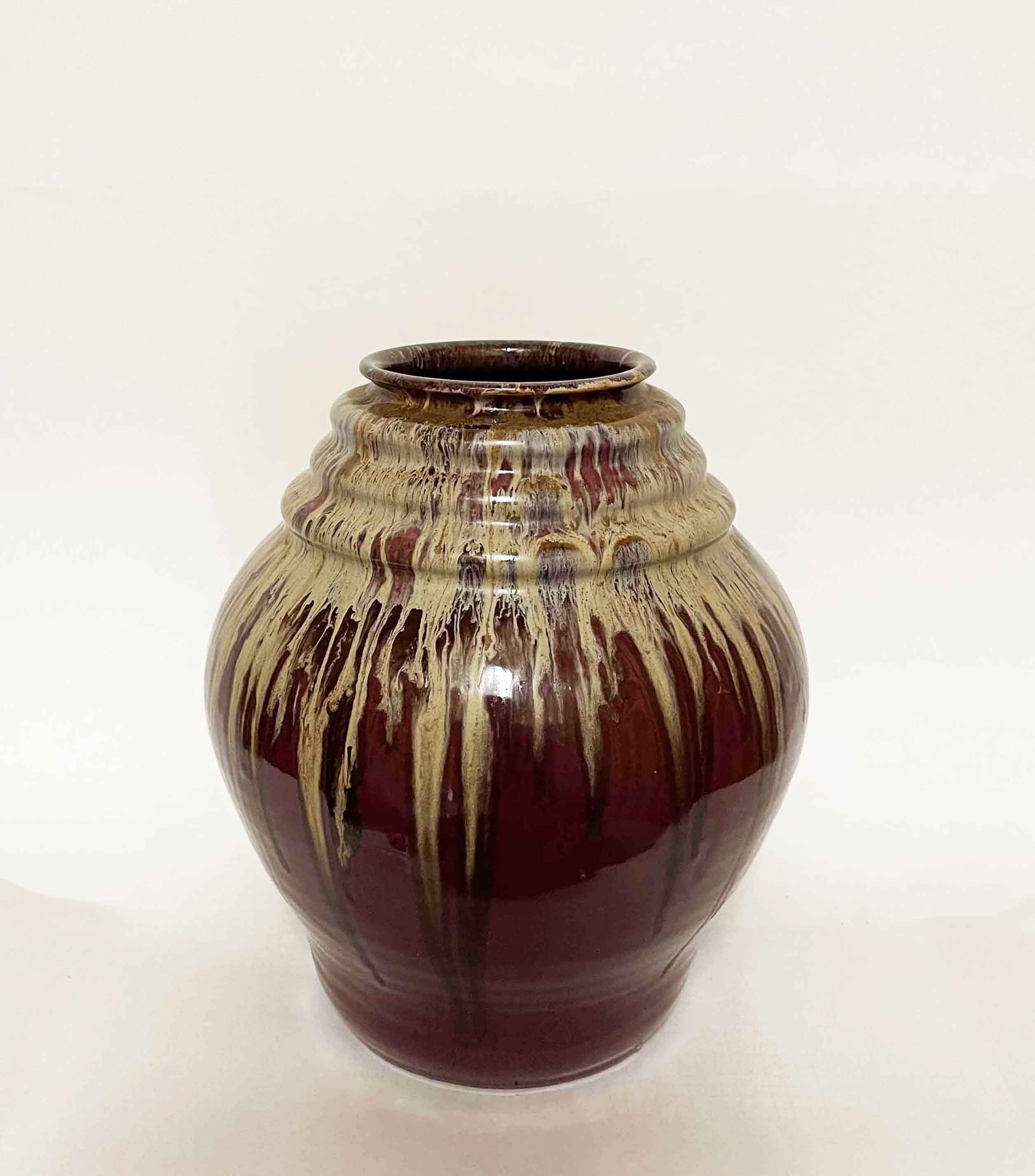
Vase, céramique émaillée, 1978
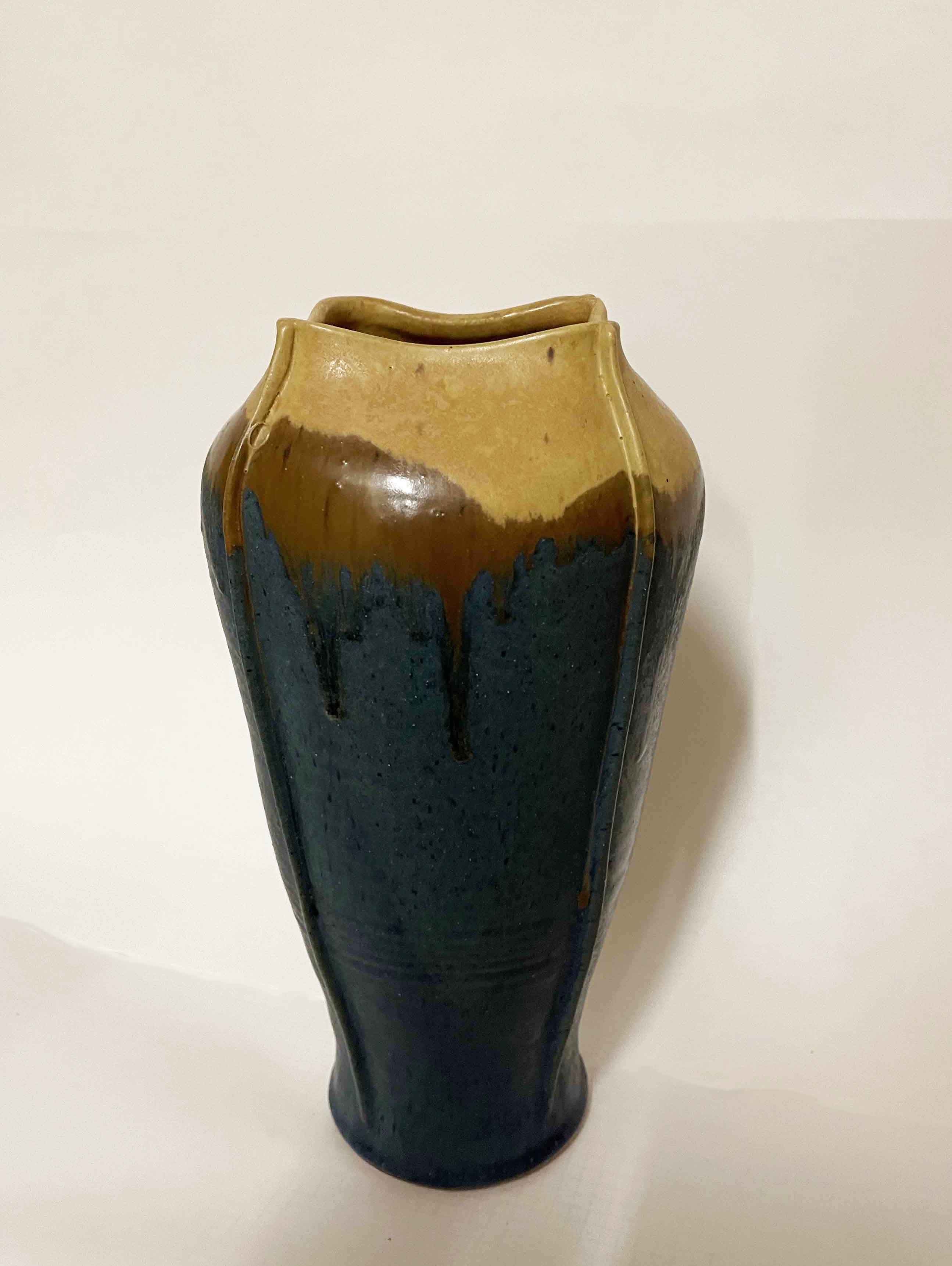
Vase, céramique émaillée, 1980
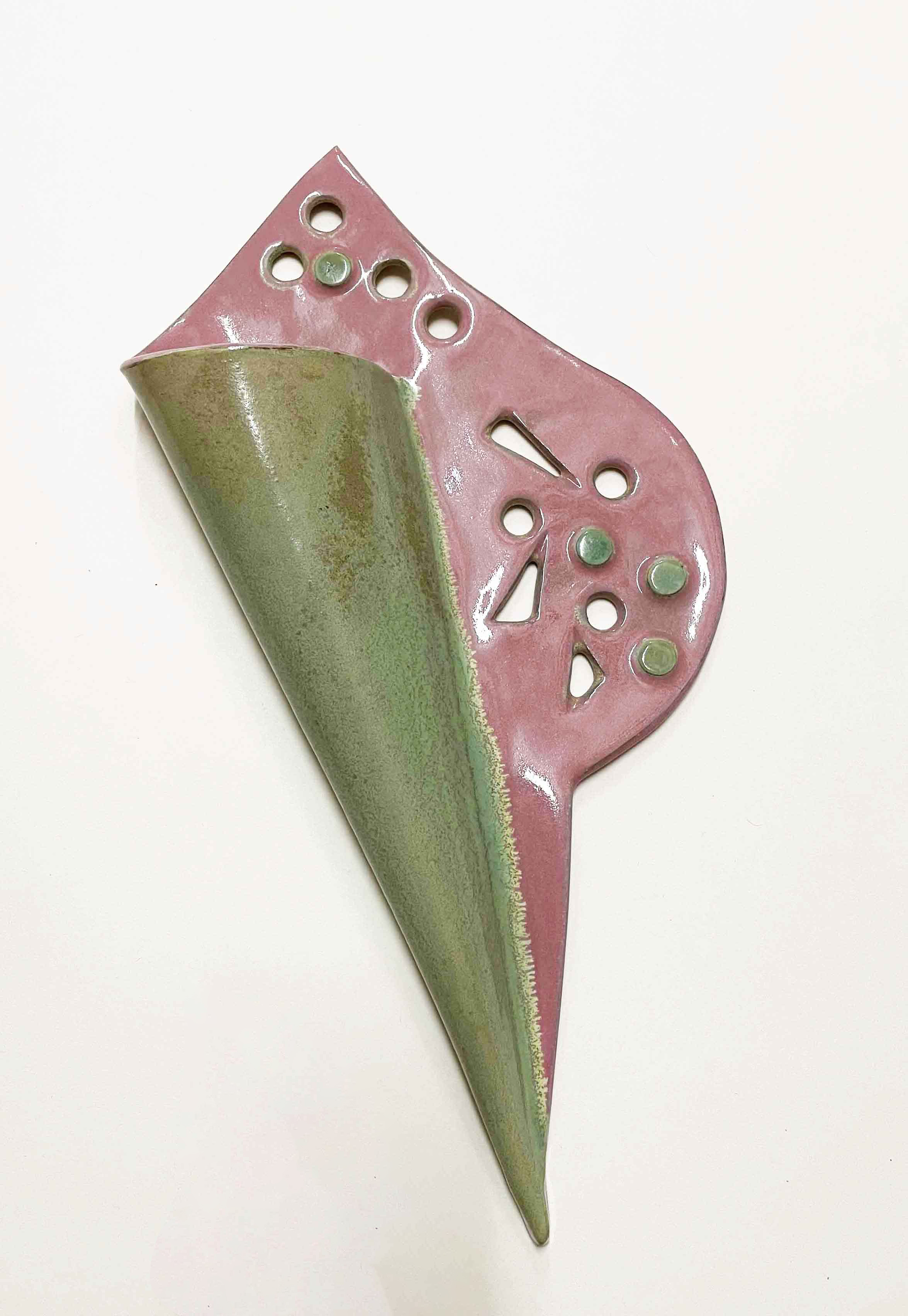
Vase mural, céramique émaillée, 1980
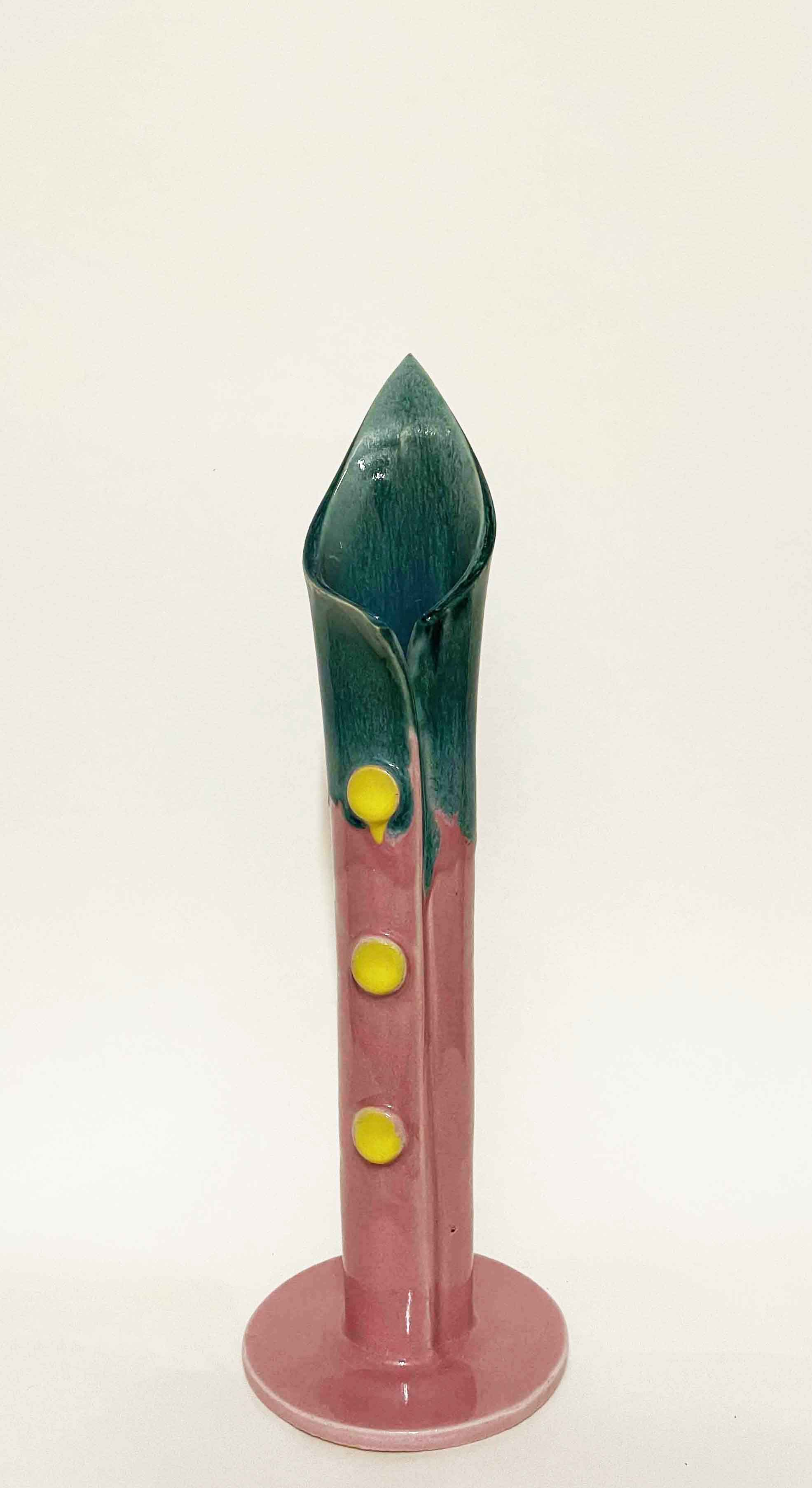
Vase, céramique émaillée, 1980
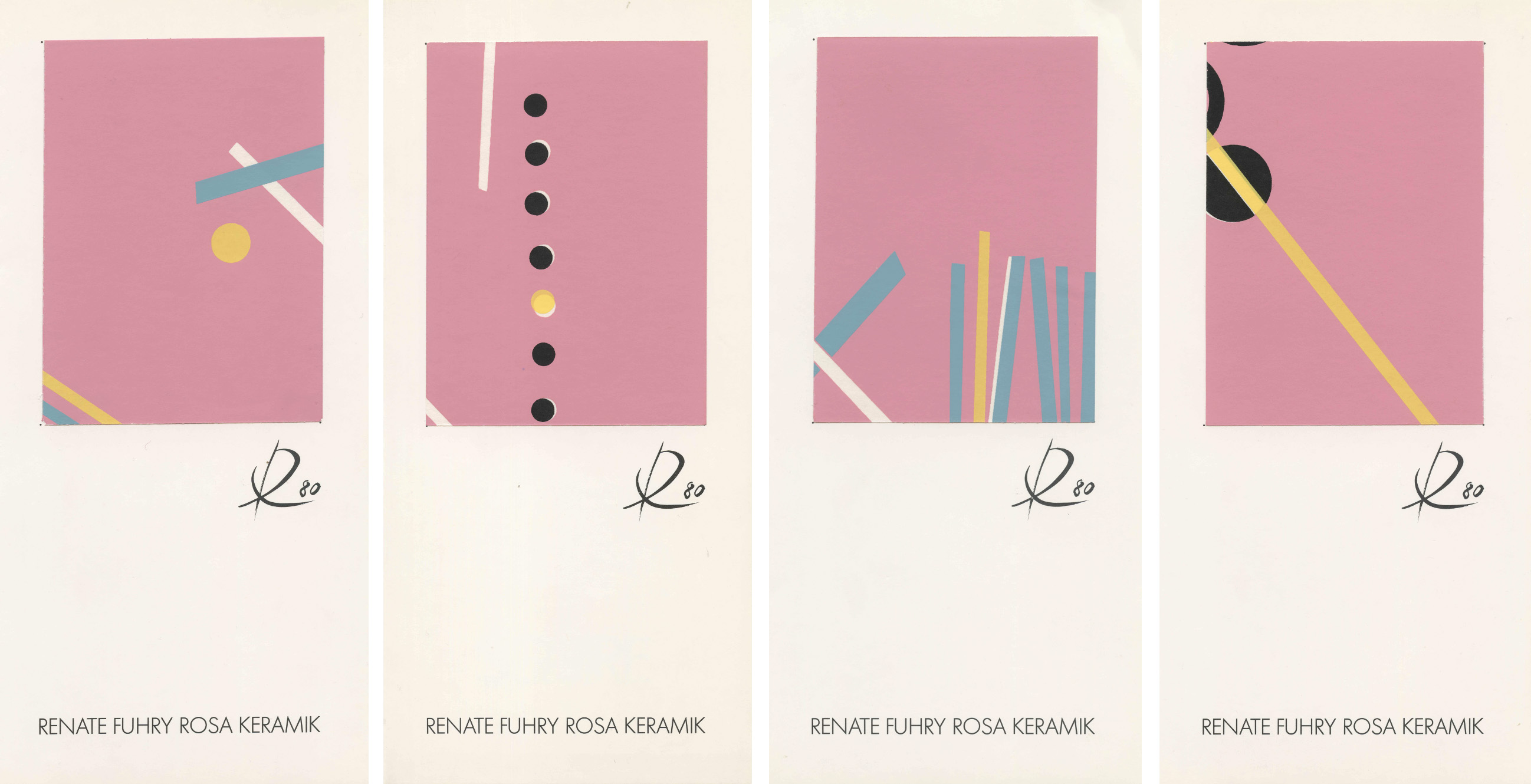
Invitation de conception pour l'ouverture de l'exposition personnelle de la Galerie Squire, 1980
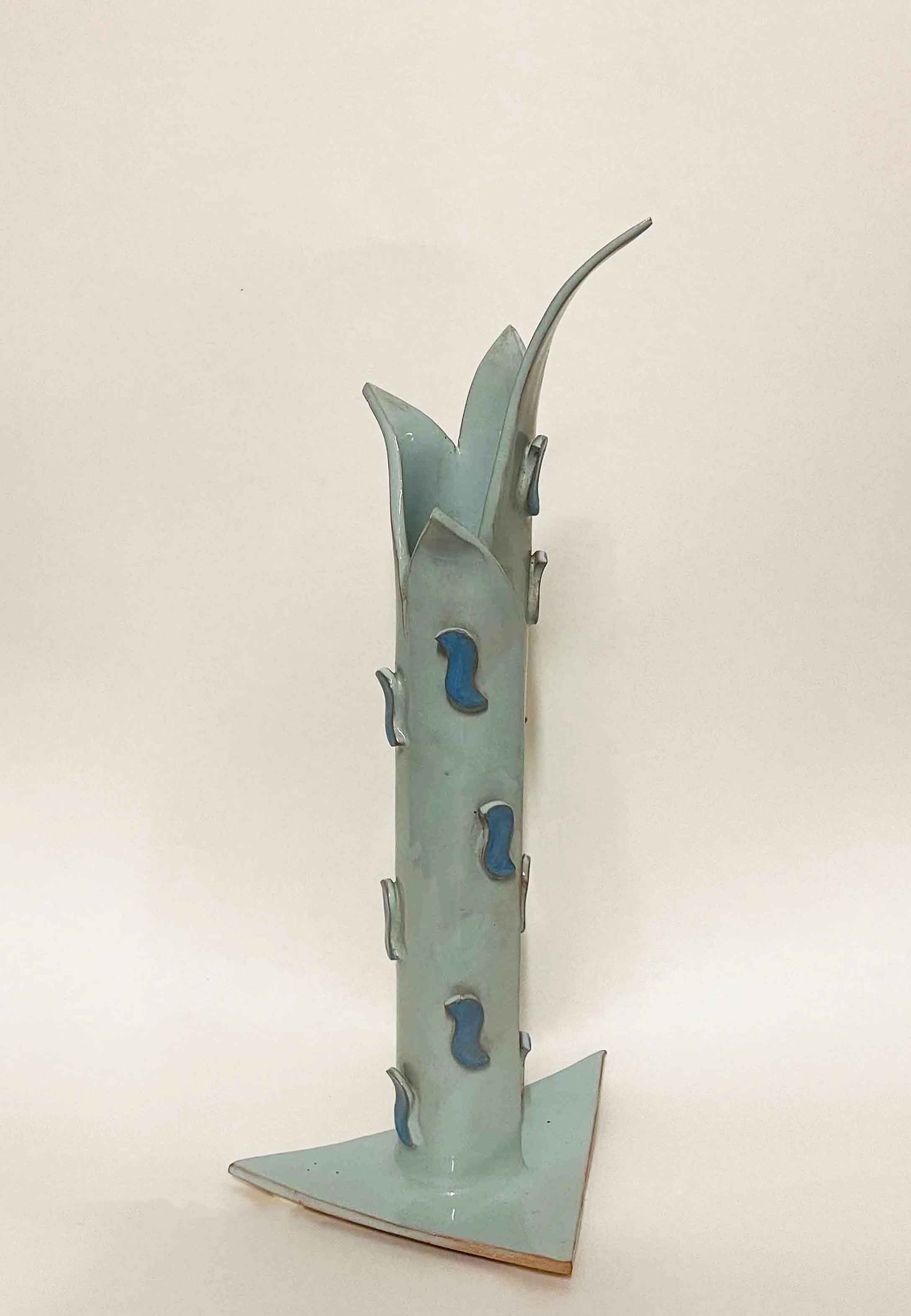
Vase, céramique émaillée, 1983
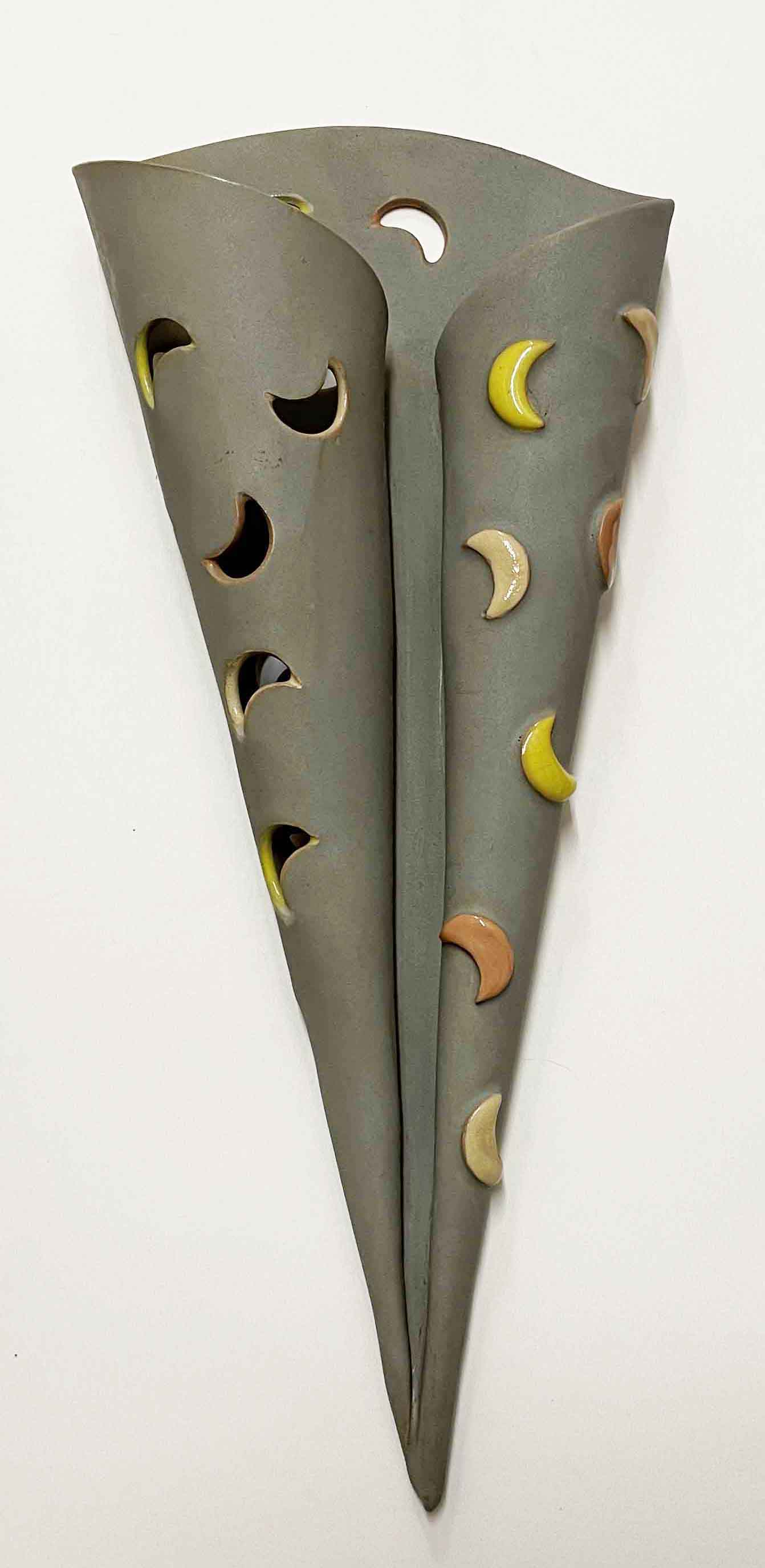
Vase mural, céramique émaillée, 1983